# Weberkirche Zittau

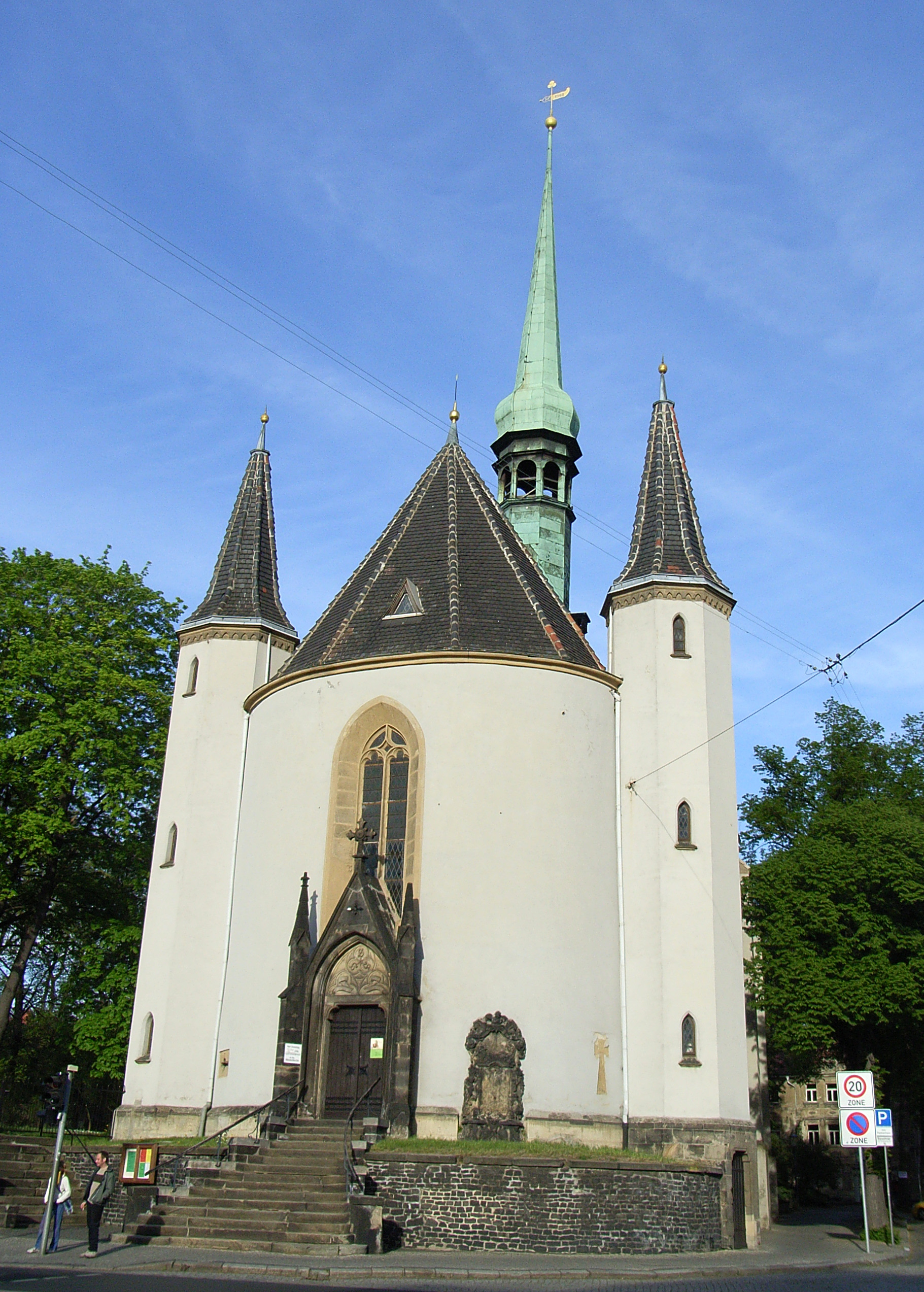
Weberkirche Zittau

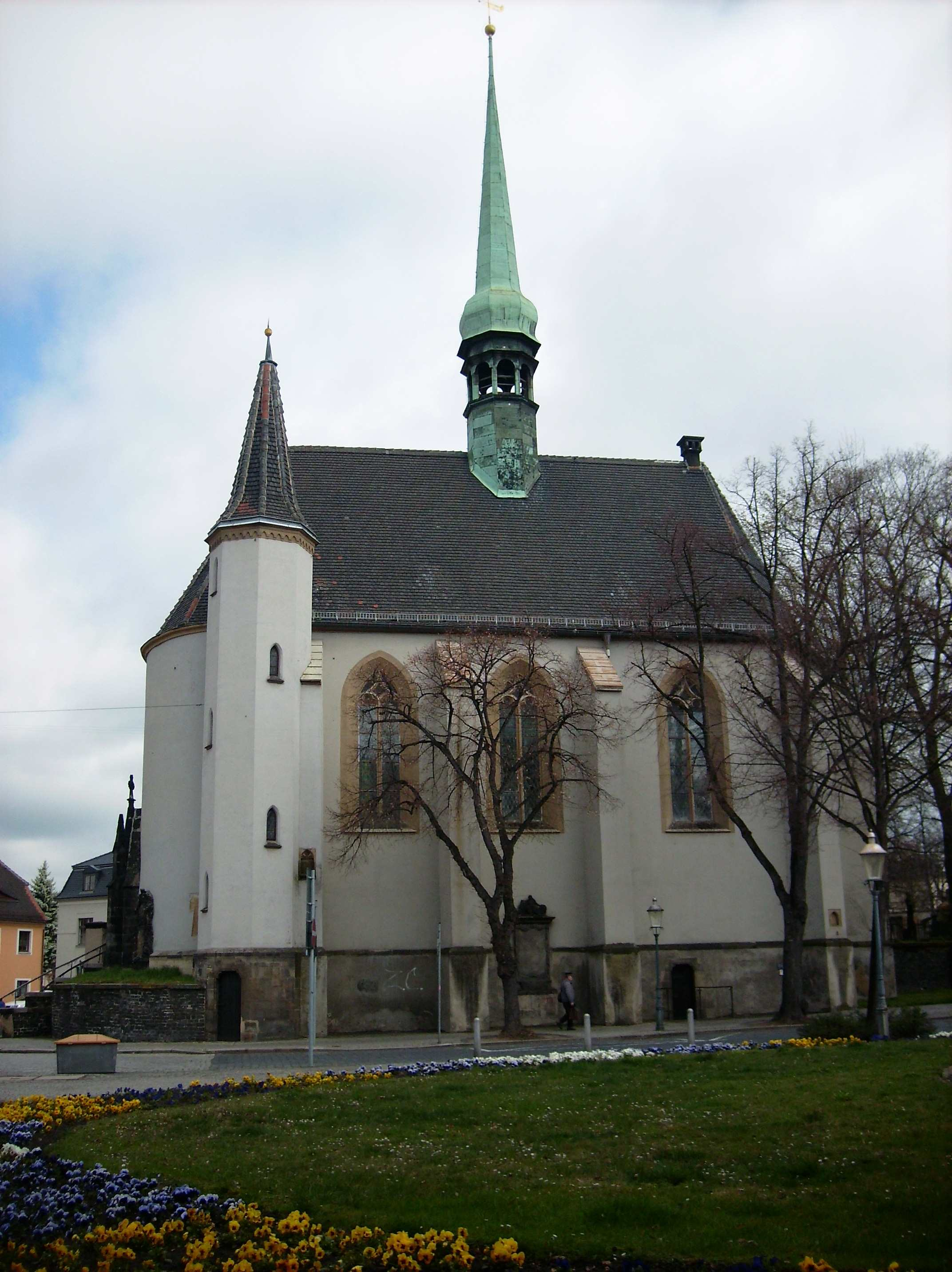
Südansicht

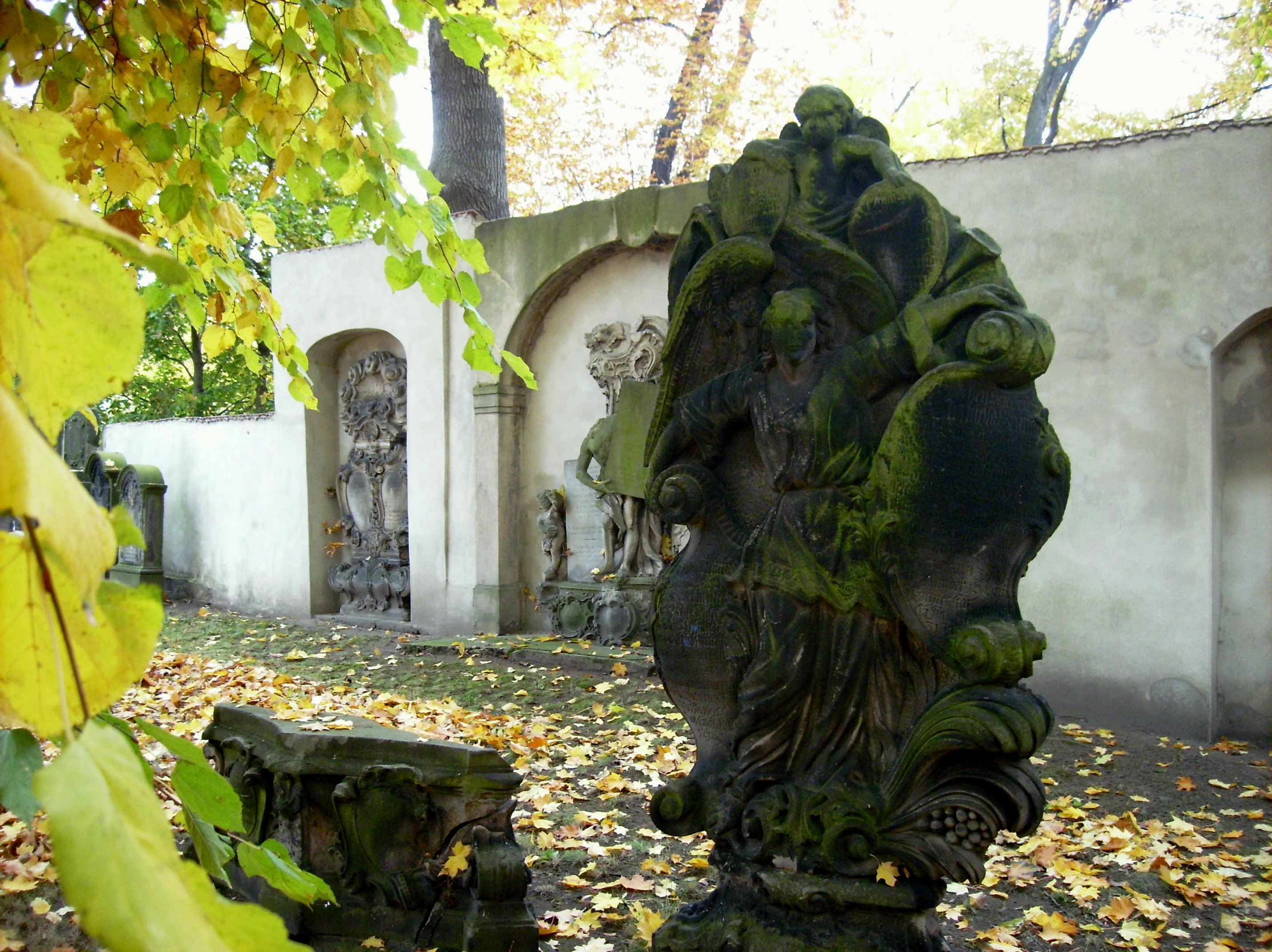
Grabmal auf dem Friedhof

Die evangelische Weberkirche Zittau (auch Dreifaltigkeitskirche) ist eine gotische Saalkirche in Zittau im Landkreis Görlitz in Sachsen. Sie gehört zur Evangelisch-Lutherischen Kirchengemeinde Zittau im Kirchenbezirk Löbau-Zittau der Evangelisch-Lutherischen Landeskirche Sachsens.

## Geschichte und Architektur
Die am Rande der Stadt nahe der Stadtmauer gelegene Kirche wurde in den Jahren 1488–1518 als langgestreckte gotische Saalkirche mit dreiseitig geschlossenem Chor an einem Wehrturm erbaut. In  den Jahren 1616–1620 erhielt die Kirche eine neue Ausstattung, ein weiterer Umbau erfolgte zwischen 1713 und 1718. Im Jahr 1889 wurden durch den Architekten Hugo Müller die Fenster verändert, Türen vermauert und Emporen eingebaut. Gleichzeitig wurde die unter dem Kirchenraum befindliche Krypta zur Sakristei umgebaut.
Eine Instandsetzung des Daches und eine Schwammsanierung erfolgten mit EFRE-Mitteln nach 2010.
Die Kirche ist ein verputzter Bruchsteinbau mit Strebepfeilern. Die Westseite ist mit einem halbrunden, konvexen Abschluss versehen, der vermutlich aus fortifikatorischen Gründen gewählt wurde. Das Walmdach trägt einen schlanken Dachreiter von 1659. An der Nord- und Südseite sind polygonale Treppentürme, an der Nordwand zwischen den östlichen Strebepfeilern ist ein Treppenhaus angebaut. An der Westseite ist ein neugotisches Portal angeordnet.

## Geläut
Das Geläut besteht aus einer Bronzeglocke, der Glockenstuhl ist aus Eichenholz gefertigt, wie auch die Joche.
Es folgt eine Datenübersicht des Geläutes:
| Nr. | Gussdatum | Gießer                    | Durchmesser | Masse  | Schlagton |
| --- | --------- | ------------------------- | ----------- | ------ | --------- |
| 1   | 1493      | Glockengießerei P. Ponhut | 635 mm      | 150 kg | d″        |

## Ausstattung
Der schlichte Saal mit Holzbalkendecke ist durch die Umgestaltung im Jahr 1889 geprägt. An der Nord- und Südseite sind einfache, an der Westwand doppelte Emporen eingebaut. Hinter dem neugotischen Altar führt eine Wendeltreppe zur Sakristei. Eine Orgel der Firma Leopold Kohl wurde im Jahr 1864 erbaut und danach mehrfach verändert. 
Die im Dachreiter hängende Bronzeglocke von 1493 ist die älteste Glocke in Zittau.

## Friedhof

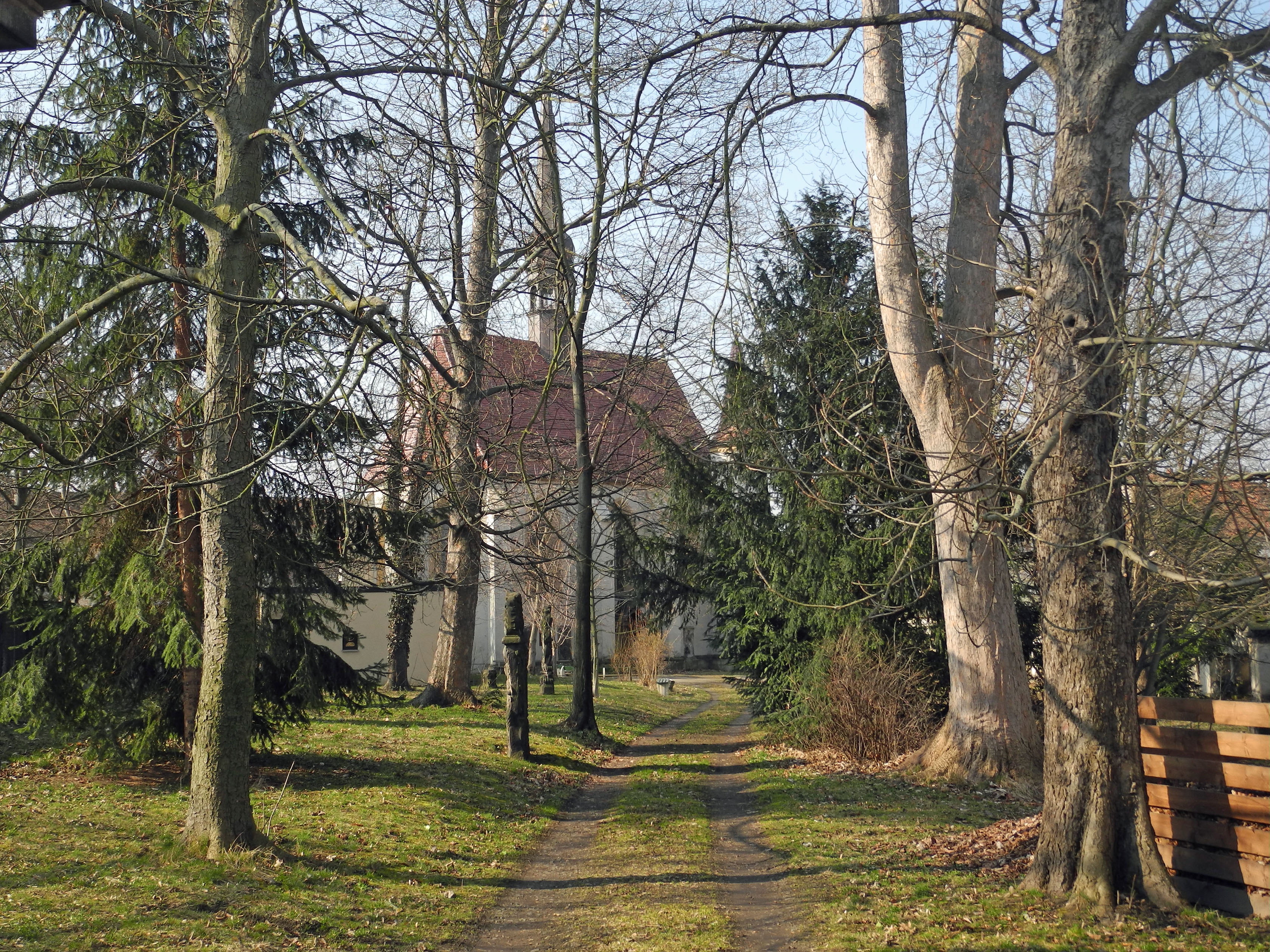
Friedhof der Weberkirche

Die Kirche ist von einem Friedhof ("Weberfriedhof")  umgeben, auf dem mehrere historisch und künstlerisch bedeutende Grabdenkmäler erhalten sind. Zu erwähnen ist insbesondere das Grabdenkmal des Tobias und der Anna Dorothea Horn mit einer Platte und beidseitig ausgeführtem Relief vom Anfang des 18. Jahrhunderts, das auf der Vorderseite die Auferstehung und auf der Rückseite Christus in der Glorie zeigt. Weiterhin ist das Grabmal für Christian Gottlob Brandt aus dem Jahr 1716 mit einer Engelsfigur auf verziertem Sockel zu nennen, die zwei Schriftkartuschen sowie zwei Medaillons mit dem Leichentext hält. An der Ost- und Westmauer sind in Blendarkaden mehrere Familiengrabmäler in künstlerisch wertvoller Gestaltung aus dem 17. bis 19. Jahrhundert erhalten.